# Романоязычные народы
Романоязычные народы, или романские народы (от лат. rōmānus — «римский») — группа народов различного этногенетического происхождения, объединённая использованием романских языков. 
Романские языки, на которых говорят эти народы, принадлежат к индоевропейской языковой семье. К ним относятся такие языки, как испанский, португальский, итальянский, французский, румынский, каталанский, ретороманские, окситанский и другие. Все они восходят к латыни.
Это объединение включает в себя такие географически и этнически удалённые народности, как например итальянцы, испанцы, португальцы, румыны, французы, молдаване, пуэрториканцы и каджуны и многие другие. В современном мире к романской культурно-языковой общности можно причислить до 1 миллиарда человек, в том числе порядка 2/3 из них (свыше 700 миллионов) — к латиноамериканской подгруппе, то есть к испаноязычным (около 500 миллионов) и португалоязычным народам (около 220 млн).

## Языковая общность
В ходе смешения и ассимиляции народов, вошедших в состав Римской империи, объединяющим стал латинский язык, в той или иной мере усвоенный жителями многих исторических регионов империи. Языковые различия между ними уже в античную эпоху были значительными, а позже только усугубились германскими, а для балкано-романской группы — славянскими, венгерскими и тюркскими нашествиями. Тем не менее приведение к единообразию и стандартизация норм литературной романской речи и письменности под влиянием книжной латинской лексики и, в меньшей степени, грамматических оборотов вновь сблизила их между собой начиная с XV века (для румынского — с XIX), после расхождений, накопившихся в V—XV веках.

## Романские народы Старой Романии
Старая Романия — области Европы, где романская речь сохраняется ещё со времён Римской империи. В Раннем Средневековье сложились следующие романоязычные субэтносы:
- галло-римляне, из которых впоследствии образовались современные французы и близкие к ним валлоны, франко-провансальцы, франко-швейцарцы, а впоследствии франкоканадцы, акадийцы, франко-креольские группы Нового Света, Африки и Океании;
- иберо-римляне, в том числе кастильцы-мосарабы, из которых образовались, в первую очередь, испанцы, португальцы, галисийцы, каталонцы, арагонцы, мирандцы, а затем латиноамериканские и креолизированные группы населения Африки, Азии и Океании;
- дако-римляне — валахи, давшие начало современным румынам и молдаванам, а также группы аромунов, мегленорумынов и др.
- итало-римляне — произошедшие от него группы итальянцев, сицилийцев, корсиканцев, сардинцев, ретороманцев, провансальцев, далматов и др.

## Современные романские общности
- Андоррцы
- Арагонцы (обычно считаются субэтнической группой испанцев)
- Арумыны (аромуны) (иногда рассматриваются как субэтническая группа румын; сильно ассимилированы вследствие албанизации, эллинизации или славянизации)
- Валлоны (самоназвание — Wallons)
- Влахи (этнос в Сербии, иногда рассматривается как субэтническая группа румын)
- Галисийцы
- Далматинцы (ассимилированы хорватами к середине XIX века)
- Испанцы (самоназвание — españoles (эспаньолес), pueblo español, единственное число — español (эспаньол))
- Истриоты (часто рассматриваются как субэтническая группа итальянцев)
- Истрорумыны (сильно ассимилированы хорватами)
- Италошвейцарцы (субэтническая группа швейцарцев)
- Итальянцы (самоназвание — italiani, единственное число — italiano, название языка — lingua italiana)
- Каталонцы (включая валенсийцев и балеарцев)
- Корсиканцы (иногда рассматриваются как субэтническая группа итальянцев)
- Ладины (иногда рассматриваются как субэтническая группа итальянцев)
- Мегленорумыны (сильно ассимилированы турками и македонцами)
- Молдаване (самоназвание — moldoveni, название языка — limba română)
- Монегаски
- Португальцы (самоназвание — portugueses, povo português, единственное число — português, название языка — língua portuguesa)
- Провансальцы (включая гасконцев и другие субэтнические группы; сейчас — часть французского этноса)
- Ретороманцы (романши)
- Румыны (самоназвание — români, poporul român, единственное число — român (ромын), название языка — limba română)
- Санмаринцы
- Сардинцы
- Сицилийцы (сейчас — субэтническая группа итальянцев)
- Франкопровансальцы (сейчас — субэтническая группа французов)
- Франкошвейцарцы (субэтническая группа швейцарцев)
- Французы (самоназвание — Français, peuple français, единственное число — Français, название языка — langue française)
- Фриулы (иногда рассматриваются как субэтническая группа итальянцев)

## Экзоэтнонимы и эндоэтнонимы
Эндоэтнонимически лишь незначительное количество романских народов сохранило своё исконное самоназвание, принятое в империи с 212 г. по эдикту императора Каракаллы — «Романус», например румыны (самоназвание «ромынь»). Так же мелкие группы сохранили такое самоназвание: романши (ретороманцы), жители итальянских городов Рим (язык — романеско) и провинция Эмилия-Романья (романьольцы). Основная масса романского населения воспользовалась либо автохтонными названиями, существовавшими ещё до образования империи, латинскими образованиями или иноязычными. Так как в V—VIII веках большинство романских народов были завоёваны франками они взяли себе этноним «франки» (отсюда современное название французов, русские средневековые источниками называют итальянцев «фрягами»), при этом «римлянами» в средневековых русских источниках могли называть и шведов, кроме того Священная Римская Империя несмотря на своё название была заселена немцами. Кроме того, многие европейские народы называли римлян «влахами», так как римлян часто путали с вольсками, поэтому румын также называют валахами, итальянцев влахами, французов Бельгии «валлонами».

## Народы Новой Романии
В ходе колонизации, развёрнутой романскими державами в Средневековье уже за пределами исторической Старой Романии, в различных регионах мира образовались новые романоязычные народы. Как и в ходе римской колонизации, захваченные земли не заселялись семьями из метрополии, а раздавались молодым солдатам, бравшим в жёны женщин индейского, африканского и азиатского происхождения.
- Левантинцы — потомки западнороманского населения (в основном итало- франко-романского происхождения, осевшие на территории Восточного Средиземноморья а также северного Причерноморья в 11—13 вв. в результате крестовых походов или венецианско-генуэзской колонизации Эгейских островов, Крыма и т. д.

В Новом Свете сложились следующие романоязычные группы:
Испаноязычные объедиения:
- Аргентинцы
- Боливийцы
- Креолы Белиза
- Венесуэльцы
- Гватемальцы
- Гондурасцы
- Доминиканцы
- Колумбийцы
- Костариканцы
- Кубинцы
- Латиноамериканцы США — техано, креолы Луизианы
- Мексиканцы
- Никарагуанцы
- Панамцы
- Парагвайцы
- Перуанцы
- Пуэрториканцы
- Сальвадорцы
- Эквадорцы
- Чилийцы
- Уругвайцы

Португалоязычные объединения:
- Бразильцы

Франкоязычные объединения:
- Франкоканадцы в том числе:
- Франко-онтарцы
- Квебекцы
- Акадийцы
- Каджуны
- Франко-альбертцы
- Франко-манитобцы
- Франко-юконцы
- Франко-колумбийцы
- Франко-саскачеванцы
- Франко-северяне
- Франко-инуитцы
- Франко-эдуардцы
- Франко-ньюфаундлендцы
- Брейоны

Франкоязычные этносы:
- Гаитийцы
- Доминикцы
- Население территорий, имеющих статус Заморского департамента Франции (Гвиана, Гваделупа, Мартиника)